# خوان کارلوس (بازیکن فوتبال، زاده ۱۹۷۳)
خوان کارلوس (انگلیسی: Juan Carlos؛ زادهٔ ۶ آوریل ۱۹۷۳) بازیکن فوتبال اهل اسپانیا است.
از باشگاه‌هایی که در آن بازی کرده‌است می‌توان به باشگاه فوتبال الچه، باشگاه فوتبال رئال وایادولید، باشگاه فوتبال ختافه، و باشگاه فوتبال اتلتیکو مادرید اشاره کرد.